# Maximum (album)
Pour les articles homonymes, voir Maximum.
Albums de MAX
Maximum II
(1997)
Albums par Super Monkey's
Original Tracks
(1996)
Singles
1. Koisuru Velfarre Dance (...)
Sortie : 10 mai 1995
2. Kiss Me Kiss Me, Baby
Sortie : 21 août 1995
3. Tora Tora Tora
Sortie : 21 février 1996
4. Seventies
Sortie : 17 juillet 1996
5. Get My Love!
Sortie : 9 octobre 1996

Maximum (titré en capitales : MAXIMUM) est le premier album du groupe MAX.

## Présentation
L'album, produit par Max Matsuura, sort le 11 décembre 1996 au Japon sur le label Avex Trax ; il sort deux mois après la compilation Original Tracks Vol.1 du groupe Super Monkey's dont faisaient partie les quatre membres du groupe aux côtés de Namie Amuro (dont le propre album en solo est sorti quatre mois auparavant sur le même label).
L'album de MAX atteint la 1re place du classement des ventes de l'Oricon, et reste classé pendant 27 semaines. Il se vend à plus d'un million deux cent mille exemplaires, et restera l'album le plus vendu du groupe. Il sera réédité le 21 mars 2012 dans une collection à prix réduit à l'occasion du 25e anniversaire du label.
C'est en fait un album de reprises et non un album original. Il contient treize titres de type eurobeat, qui sont tous des reprises de chansons européennes adaptées en japonais. Huit d'entre eux étaient déjà parus précédemment sur les cinq premiers singles du groupe sortis au cours des vingt mois précédents : Koisuru Velfarre Dance ~Saturday Night~ (ce titre est cependant remixé sur l'album), Kiss Me Kiss Me, Baby, Tora Tora Tora (avec So Much In Love en face B), Seventies (avec Summer Time en face B), et Get My Love! (avec Broken Heart en face B). Une version vinyle de l'album ne contenant que trois des titres est aussi distribuée à titre promotionnel.
En excluant l'album de remix Super Eurobeat Presents Hyper Euro Max qui sortira en 2000, c'est le seul album de MAX dans le genre eurobeat ; les suivants seront des albums originaux de genre J-pop, à commencer malgré son titre par Maximum II qui sortira un an plus tard. Le groupe sortira quatorze ans plus tard un autre album entièrement constitué de reprises, mais de titres pop japonais cette fois : Be Max.

## Liste des titres
| Album CD | Album CD | Album CD                                     | Album CD | Album CD | Album CD | Album CD | Album CD | Album CD | Album CD |
| No       | Titre | Description                                  | Durée    |          |          |          |          |          |          |
| -------- | --- | -------------------------------------------- | -------- | -------- | -------- | -------- | -------- | -------- | -------- |
| 1.       | Love Love Fire (LOVE LOVE FIRE) | Reprise du titre homonyme de Roxanne         | 4:23     |          |          |          |          |          |          |
| 2.       | Extasy (EXTASY) | Reprise du titre homonyme de DJ NRG          | 3:37     |          |          |          |          |          |          |
| 3.       | Tora Tora Tora (TORA TORA TORA) (3e single) | Reprise du titre homonyme de Domino          | 3:47     |          |          |          |          |          |          |
| 4.       | So Much In Love (SO MUCH IN LOVE) (face B du 3e single)                                                                                           | Reprise du titre homonyme de Queen of Times  | 4:03     |          |          |          |          |          |          |
| 5.       | Broken Heart (BROKEN HEART) (face B du 5e single)                                                                                                 | Reprise du titre homonyme de Norma Sheffield | 3:45     |          |          |          |          |          |          |
| 6.       | Because I Need You (BECAUSE I NEED YOU) | Reprise du titre homonyme de Lolita          | 3:45     |          |          |          |          |          |          |
| 7.       | Reality (REALITY) | Reprise du titre homonyme de DR'S Girl       | 3:26     |          |          |          |          |          |          |
| 8.       | Kiss Me Kiss Me, Baby (Kiss me Kiss me, Baby) (2e single)                                                                                         | Reprise du titre homonyme de Virginelle      | 3:21     |          |          |          |          |          |          |
| 9.       | Summer Time (SUMMER TIME) (face B du 4e single)                                                                                                   | Reprise du titre homonyme de Annalise        | 3:57     |          |          |          |          |          |          |
| 10.      | Koisuru Velfarre Dance ~Saturday Night~ (Hyper J-Euro Mix) (恋するヴェルファーレダンス ~Saturday Night~ (HYPER J-EURO MIX)) (Remix du 1er single) | Reprise du titre Saturday Night de Whigfield | 4:59     |          |          |          |          |          |          |
| 11.      | Seventies (4e single) | Reprise du titre homonyme de Mega NRG Man    | 3:48     |          |          |          |          |          |          |
| 12.      | Get My Love! (GET MY LOVE!) (5e single) | Reprise du titre Take my Gum de Dolly Pop    | 3:45     |          |          |          |          |          |          |
| 13.      | Stranger In The Night (STRANGER IN THE NIGHT) | Reprise du titre homonyme de Jean Corraine   | 3:47     |          |          |          |          |          |          |
| 50:23    | |                                              |          |          |          |          |          |          |          |

| 1. | Love Love Fire (LOVE LOVE FIRE) | Reprise du titre homonyme de Roxanne         | 4:23 |
| 2. | Extasy (EXTASY)                 | Reprise du titre homonyme de DJ NRG          | 3:37 |
| 3. | Broken Heart (BROKEN HEART)     | Reprise du titre homonyme de Norma Sheffield | 3:45 |

## Credits
- Chant : Nana, Mina, Lina, Reina
- Paroles japonaises : Yûko Ebine (titres n°1, 2, 6, 7, 12, 13), Kazumi Suzuki (n°3, 4, 5, 8, 9, 11), Yasushi Akimoto (n°11)
- Musiques : Groove Surfers (n°1, 2, 5, 6, 7, 9, 11, 13), Tiger Boys (3 et 4), Hinoky Team (8), Pignagnoli et Riva (10), Syrups (12)
- Arrangements : musiques par les compositeurs, sauf titres n°1 et 4 par Yasuhiko Hoshino, vocaux par Yas Kitajima
- Producteur-executif : Masato "Max" Matsuura
- Masterisation : Mitsuo Koike
- Production musicale : Bratt Sinclaire (n°3), Accatino et Rimonti (n°12), Dave Rodgers (n°1, 2, 4 à 11, 13)
- Enregistrement et mixage : Masahiro Kawaguchi, Naoki Yamada, Yoshinori Kaji